# Le Détail clé
Le Détail clé (titre original : Key Item) est une nouvelle de science-fiction d'Isaac Asimov, parue pour la première fois dans The Magazine of Fantasy & Science Fiction en juillet 1968 aux États-Unis.

## Publications

### Publications aux États-Unis
Asimov écrit la nouvelle en 1959 mais la publication fut annulée. Asimov récupère la propriété de son travail qu'en 1968.
Elle parait alors pour la première fois dans The Magazine of Fantasy & Science Fiction en juillet 1968. Elle est reprise en septembre 1975 dans le recueil Buy Jupiter and Other Stories.

### Publications en France
La nouvelle parait en France dans le recueil Cher Jupiter en 1977.

## Résumé
L'ordinateur Multivac, toujours plus énorme et complexe, ne répond pas à une question. L'ingénieur Jack Weaver pense à une panne ; son collègue Todd Nemerson croit que c'est plus complexe que cela. Après maints essais infructueux, Weaver se rend à la suggestion de Nemerson : il reprogramme entièrement la question, la pose à Multivac…
… et ajoute à la fin : « s'il te plaît ? ».
Ce « détail clé » débloque Multivac, qui a ainsi fait la preuve qu'à force de se complexifier, il a fini par éprouver des sentiments humains, à commencer par la fierté et le goût du contact.